# Wojciech Saługa
Wojciech Paweł Saługa (ur. 27 marca 1969 w Jaworznie) – polski polityk i samorządowiec, senator V kadencji (2004–2005), poseł na Sejm V, VI, VII, IX i X kadencji (2005–2014, 2019–2024), marszałek województwa śląskiego (2014–2018, od 2024).

## Życiorys
W 1994 ukończył studia na Wydziale Ekonomiki Produkcji Akademii Ekonomicznej w Krakowie. Następnie podjął pracę w Banku Śląskim, początkowo w oddziale w Jaworznie (na stanowisku kierowniczym), następnie w centrali banku w Katowicach (jako specjalista systemów informatycznych). Do 2013 działał w Stowarzyszeniu „Jaworzno Moje Miasto”.
Od 1994 do 1998 należał do Unii Polityki Realnej, a następnie do Stronnictwa Konserwatywno-Ludowego. W latach 1998–2002 był radnym miasta Jaworzna z listy Akcji Wyborczej Solidarność. Ponownie uzyskał mandat radnego w 2002, złożył go w związku z powołaniem na stanowisko wiceprezydenta miasta. W 2004 w wyborach uzupełniających został wybrany do Senatu V kadencji w okręgu wyborczym nr 31 w Sosnowcu w miejsce Adama Gierka, wybranego do Parlamentu Europejskiego. Zasiadł w zarządzie PO w województwie śląskim, kieruje strukturami partii w Jaworznie.
W 2005 z listy Platformy Obywatelskiej w okręgu sosnowieckim został wybrany na posła V kadencji. W wyborach parlamentarnych w 2007 po raz drugi uzyskał mandat poselski, otrzymując 25 275 głosów. W wyborach w 2011 z powodzeniem ubiegał się o reelekcję, dostał 26 368 głosów.
1 grudnia 2014 został wybrany na marszałka województwa śląskiego. Po śmierci Tomasza Tomczykiewicza został pełniącym obowiązki przewodniczącego PO w województwie śląskim, później objął funkcję przewodniczącego partii w regionie. W 2018 z listy Koalicji Obywatelskiej uzyskał mandat radnego sejmiku śląskiego. 21 listopada 2018 zakończył urzędowanie na stanowisku marszałka. W 2019 został członkiem zarządu Miejskiego Przedsiębiorstwa Wodociągów i Kanalizacji w Piekarach Śląskich.
W wyborach w 2019 i 2023 ponownie uzyskiwał mandat poselski, kandydując z ramienia Koalicji Obywatelskiej i zdobywając odpowiednio 18 738 głosów oraz 28 781 głosów. 6 maja 2024 ponownie został wybrany na urząd marszałka województwa śląskiego, w konsekwencji odchodząc z Sejmu.

## Wyniki w wyborach ogólnopolskich
| Wybory | Komitet wyborczy  | Komitet wyborczy      | Organ            | Okręg            | Wynik          |
| ------ | ----------------- | --------------------- | ---------------- | ---------------- | -------------- |
| 2004   |                   | Platforma Obywatelska | Senat V kadencji | nr 31            | 4593 (22,18%)  |
| 2005   | Sejm V kadencji   | Platforma Obywatelska | nr 32            | 10 968 (5,18%)   |                |
| 2007   | Sejm VI kadencji  | Platforma Obywatelska | nr 32            | 22 275 (6,84%)   |                |
| 2011   | Sejm VII kadencji | Platforma Obywatelska | nr 32            | 26 368 (9,41%)   |                |
| 2019   |                   | Koalicja Obywatelska  | nr 32            | Sejm IX kadencji | 18 738 (5,59%) |
| 2023   | Sejm X kadencji   | Koalicja Obywatelska  | nr 32            | 28 781 (7,61%)   |                |

## Odznaczenia
- Złoty Krzyż Zasługi (2015)[14]